# Невстановлена особа
Невстановлена особа (рос. Неустановленное лицо) — радянський художній фільм 1990 року, знятий режисером Наталією Збандут.

## Сюжет
У покинутому будинку виявлено труп молодої вродливої жінки. У ній пізнають журналістку Ольгу Троєпольську. Колеги на службі розповідають, що останнім часом вона поводилася незвично, не схоже на себе. У квартирі журналістки розгром, пропав щоденник, зате під час обшуку в схованці знаходять старовинний медальйон-мініатюру. З'ясовується, що у Троєпольської був роман з антикваром, а також вона недавно вела переговори з історичним музеєм про передачу в дар цінної колекції мініатюр, що належить якійсь старенькій. У знайденій на місці вбивства сумці разом з журналістським посвідченням Троепольскої знаходять наркотики, обстеження трупа показує, що жінка, чий труп знайдений — наркоманка. Але Троєпольська не могла вживати такі наркотики — у неї була операція… слідів від якої немає на знайденому трупі.

## У ролях
- Олена Майорова — Ольга Троєпольська, журналістка/Саша «Шу-Шу», повія
- Володимир Пучков — Олександр Невмянов, слідчий, капітан міліції
- Олександр Негреба — Стас Северин, слідчий
- Валерій Матвєєв — Дмитро Балакін, слідчий
- Олексій Борзунов — Комаров, старший слідчий
- Володимир Качан — Альберт Горохів, торговець антикваріатом
- Андрій Болтнєв — Віктор Павлович Данилевський, шахрай по кличці «Місяць»
- Сергій Сенін — сутенер «Рило»
- Ніна Маслова — Лариса
- Ігор Ясулович — завідувач відділом редакції
- Тамара Яценко — лікар

## Знімальна група
- Сценаріст: Сергій Устинов
- Режисер-постановник: Наталія Збандут
- Оператор-постановник: Сергій Мачильський
- Художник-постановник: Лариса Токарєва
- Композитор: Гія Канчелі
- Звукооператор: Діна Ясникова
- Звукорежисер: Михайло Кілосанідзе
- Комбіновані зйомки: оператор — Всеволод Шлемов; художник — Геннадій Лотиш
- Художник-декоратор: Володимир Євсиков
- Художник по гриму: Вікторія Курносенко
- Художник по костюмах: А. Степаненко, за участю В. Ковальової
- Редактори: Неллі Некрасова, Наталя Рисюкова
- Головний консультант: В'ячеслав Панкін
- Директор картини: Галина Соколова